# MAXIMUM PERFECT BEST
『MAXIMUM PERFECT BEST』（マキシマム・パーフェクト・ベスト）は、日本の女性ダンス・ボーカルグループMAXの3枚目のベストアルバムである。

## 概要
- デビューシングル「恋するヴェルファーレダンス 〜Saturday Night〜」から3人体制シングルで発売された35thシングル「#SELFIE 〜ONNA Now〜」までの全35枚のシングルと新曲2曲、配信限定シングル「Heartbreaker」、3人体制で発売した全シングルのカップリング曲、ボーナストラック3曲を収録した3枚組で全45曲を収められた20周年記念ベストアルバム。DVD, Blu-rayには全シングルのミュージックビデオ+新曲1曲の合計36曲分が収録されている。
- これまでに発表している2作のベスト盤とは収録内容が異なりデビュー順ではなく、入門編としてメンバー及びレコード会社関係者・スタッフらが聴きやすい順によって選曲されている（※DISC3は既発順）。

DISC1は -LOVE-、DISC2は -ENERGY-、DISC3は -PARTY- と3つのジャンルに縛っている。このうちのDISC3 (PARTY) には、2013年以降に発表された既発シングル（カップリングも含む）や完全未発表による新曲3曲やリミックス曲が収録されていることから、実質的にオリジナル・アルバムともいえる内容になっている。
- 新曲「Mi Mi Mi」はロシアで活動する女性グループ『SEREBRO(セレブロ)』が2013年に発表した同名楽曲のカバー。この曲に関しては「Tacata’」リリース直後の約2年前から温め続けていた曲であり「Tacata'」に込められたメッセージや哲学に通ずる、いわば「Tacata'」の続編とも呼べる内容にもなっている。一方の「My leader」は日本盤「ME 4 U」をリリースした『OMI(オミー)』による「Cheerleader」の日本語カバー。ボーナストラックとして初CD化される「Check me!」（ボーナストラックという位置上、初CD化と明記されているが、実質的にこちらも新曲に変わりがない。）が収録されている。NHK BSプレミアムで放送されていたMAXのレギュラー番組『晴れ、ときどきファーム!』（2012 - 2013年）の主題歌になっていた。

## 収録曲

### CD

#### DISC1 -LOVE-
1. Ride on time
10thシングル。
2. Give me a Shake
6thシングル。
3. 一緒に･･･
15thシングル。
4. GET MY LOVE!
5thシングル。
5. Shinin' on - Shinin' love
8thシングル。
6. Love is Dreaming
7thシングル。
7. Love impact
12thシングル。
8. Perfect Love
20thシングル。
9. always love
19thシングル。
10. LOVE SCREW
26thシングル。ベスト・アルバム初収録。
11. Grace of my heart
11thシングル。
12. Spring rain
23rdシングル。
13. ニライカナイ
28thシングル。ベスト・アルバム初収録。
14. Be With You
27thシングル。ベスト・アルバム初収録。
15. eternal white
24thシングル。ベスト・アルバム初収録。
16. あなたを想うほど
29thシングル。ベスト・アルバム初収録。

#### DISC2 -ENERGY-
1. TORA TORA TORA
3rdシングル。
2. Seventies
4thシングル。
3. CAT'S EYE
32ndシングル。ベスト・アルバム初収録。
4. Kiss me Kiss me, Baby
2ndシングル。
5. MAGIC
17thシングル。
6. バラ色の日々
18thシングル。
7. Feel so right
22ndシングル。
8. Never gonna stop it
16thシングル。
9. moonlight
21stシングル。
10. あの夏へと
13thシングル。
11. SPLASH GOLD -夏の奇蹟-
30thシングル。アルバム初収録。
12. Festa
25thシングル。ベスト・アルバム初収録。
13. 銀河の誓い
14thシングル。
14. 閃光-ひかり-のVEIL
9thシングル。
15. ラフカット ダイアモンド
31stシングル。アルバム初収録。
16. 恋するヴェルファーレダンス 〜Saturday Night〜
1stシングル。

#### DISC3 -PARTY-
1. Mi Mi Mi [3:13]
日本語詞：MOMO“ mocha”N / 作詞：Maxim Fadeev、Olga Seryabkina / 作曲：Maxim Fadeev
新曲。
2. Tacata'
33rdシングル。アルバム初収録。
3. 情熱のZUMBA
34thシングル。アルバム初収録。
4. #SELFIE 〜ONNA Now〜
35thシングル。アルバム初収録。
5. Heartbreaker [3:01]
作詞：MARICO / 作曲： Primoz Poglajen、Sara Ljunggren、Jonas Gladnikoff、Michael James Down
配信限定曲。
6. Summer Dream
33rdシングルのカップリング曲。
7. Sweet Sweet Honey
34thシングルのカップリング曲。
8. BOOM! BOOM! BOOM!
34thシングルのカップリング曲。
9. Ole! 〜Happy Birthday〜
35thシングルのカップリング曲。
10. My leader [3:06]
日本語詞：NaNa☆MUSiC / 作詞：Omar Pasley、OMI、Clifton Dillon、Mark Bradford、Sly Dunbar、Dryan Dillon / 作曲：Omar Pasley、OMI、Clifton Dillon、Mark Bradford、Sly Dunbar、Dryan Dillon
新曲。
11. Mi Mi Mi (TJO & YUSUKE from BLU-SWING Remix)
ボーナストラック。
12. Tacata' (DJ OMKT Remix)
ボーナストラック。
13. Check me! [4:07]
作詞：MIZUE / 作曲：中野定博
ボーナストラック。
初収録曲。

### DVD・Blu-ray
1. 恋するヴェルファーレダンス 〜Saturday Night〜
2. Kiss me Kiss me, Baby
3. TORA TORA TORA
4. Seventies
5. GET MY LOVE!
6. Give me a Shake
7. Love is Dreaming
8. Shinin' on - Shinin' love
9. 閃光-ひかり-のVEIL
10. Ride on time
11. Grace of my heart
12. Love impact
13. あの夏へと
14. 銀河の誓い
15. 一緒に･･･
16. Never gonna stop it
17. MAGIC
18. バラ色の日々
19. always love
20. Perfect Love
21. moonlight
22. Feel so right
23. Spring rain
24. eternal white
25. Festa
26. LOVE SCREW
27. Be With You
28. ニライカナイ
29. あなたを想うほど
30. SPLASH GOLD -夏の奇蹟-
31. ラフカット ダイアモンド
32. CAT'S EYE
33. Tacata'
34. 情熱のZUMBA
35. #SELFIE 〜ONNA Now〜
36. Mi Mi Mi